# Нацма
Нацма — река в России, протекает в Шатковском районе Нижегородской области. Устье реки находится в 263 км по левому берегу реки Тёша. Длина реки составляет 18 км, площадь бассейна - 64,6 км².
Исток реки в лесном массиве у нежилой деревни Большое Болото на границе с Первомайским районом в 17 км к югу от райцентра, посёлка Шатки. Река течёт на северо-восток, большая часть течения проходит по ненаселённому лесу. Впадает в Тёшу в 6 км к юго-востоку от посёлка Шатки.

## Данные водного реестра
По данным государственного водного реестра России относится к Окскому бассейновому округу, водохозяйственный участок реки — Тёша от истока и до устья, речной подбассейн реки — Бассейны притоков Оки от Мокши до впадения в Волгу. Речной бассейн реки — Ока.
По данным геоинформационной системы водохозяйственного районирования территории РФ, подготовленной Федеральным агентством водных ресурсов:
- Код водного объекта в государственном водном реестре — 09010300212110000030465
- Код по гидрологической изученности (ГИ) — 110003046
- Код бассейна — 09.01.03.002
- Номер тома по ГИ — 10
- Выпуск по ГИ — 0